# Янг, Недрик
Недрик Янг (англ. Nedrick Young; 23 марта 1914, Филадельфия, Пенсильвания — 16 сентября 1968, Лос-Анджелес, Калифорния) — американский актёр и сценарист, обладатель премии «Оскар» 1958 года за сценарий фильма «Не склонившие головы».

## Биография
Родился в небогатой семье. Поступил в Университет Темпл, но в 1931 г. в связи со смертью отца вынужден был оставить учёбу. Начав актёрскую карьеру, сумел добраться до Бродвея, участвовал в эпизодах в довоенных голливудских фильмах. В 1942 г. дебютировал как актёр в полноценной роли второго плана в фильме «Бомбы над Бирмой» Дж. Х. Льюиса, в дальнейшем снимался у него же в фильмах «Фехтовальщик» (1947), «Без ума от оружия» (1950), «Леди без паспорта» (1950), «Отступи, ад!» (1952) и «Ужас в техасском городке» (1958).
В середине 1950-х, в разгар маккартизма, практически потерял возможность сниматься из-за того, что был внесён в чёрные списки политически неблагонадёжных. Работал барменом, продавцом чемоданов и т. п. Тем не менее, в 1957 г. на экраны вышел фильм «Тюремный рок» с Элвисом Пресли в главной роли, сценарий которого Гай Троспер написал на основе сюжетных разработок Янга, предназначавшихся для Джина Келли. На волне этого успеха в 1958 г. Янг был приглашён для работы над сценарием нового фильма, совместно с Г. Дж. Смитом. В титрах снятого Стенли Крамером фильма «Не склонившие головы» Янг был обозначен псевдонимом Натан Дуглас (англ. Nathan E. Douglas). Исключительный успех этой картины, принесшей в том числе и премию «Оскар» обоим сценаристам, способствовал продолжению сотрудничества между Крамером и их дуэтом. В 1960 г. по сценарию Янга и Смита Крамер снял фильм «Пожнёшь бурю», также весьма успешный.
В последний раз Янг появился на экране в 1966 г., сыграв небольшую роль в фильме «Вторые».
Умер от сердечного приступа.